# Набережанский сельсовет
Набережанский сельсове́т — сельское поселение в Воловском районе Липецкой области. 
Административный центр — село Набережное.

## История
В соответствии с законом Липецкой области №114-оз «О наделении муниципальных образований в Липецкой области статусом городского округа, муниципального  района, городского и сельского поселения» от 2 июля 2004 года Набережанский сельсовет наделён статусом сельского поселения.

## Население
| 2010  | 2012  | 2013  | 2014  | 2015  | 2016  | 2017  |
| ----- | ----- | ----- | ----- | ----- | ----- | ----- |
| 1435  | ↘1365 | ↘1316 | ↘1282 | ↘1253 | ↘1230 | ↘1200 |
| 2018  | 2021  |       |       |       |       |       |
| ↘1194 | ↗1236 |       |       |       |       |       |

## Состав сельского поселения
| № | Населённый пункт      | Тип населённого пункта       | Население |
| - | --------------------- | ---------------------------- | --------- |
| 1 | Воздвиженка           | деревня                      | ↘66       |
| 2 | Грачёвка              | деревня                      | ↘19       |
| 3 | Княжная               | деревня                      | ↘155      |
| 4 | Литвиновка            | деревня                      | ↗82       |
| 5 | Набережанские Выселки | деревня                      | ↘66       |
| 6 | Набережное            | село, административный центр | ↗950      |
| 7 | Никольское            | деревня                      | ↘54       |
| 8 | Ольховатка            | деревня                      | ↘3        |
| 9 | Семёновка             | деревня                      | ↗38       |

### Упразднённые населённые пункты
Петровка-Китаева — упразднённая в 2001 году деревня.

## Известные уроженцы
- Маслов, Алексей Григорьевич (1903—1971) — советский военачальник, генерал-майор (1943).